# Christine Sefolosha
 (août 2022).
Si vous disposez d'ouvrages ou d'articles de référence ou si vous connaissez des sites web de qualité traitant du thème abordé ici, merci de compléter l'article en donnant les références utiles à sa vérifiabilité et en les liant à la section « Notes et références ».
Christine Sefolosha, née Christine Beck à Montreux (Suisse) le 23 juillet 1955, est une artiste suisse qui pratique la peinture, le dessin et la gravure.
Ses influences africaines et le fait qu'elle soit autodidacte, la rattachent à l'art outsider.

## Biographie
Christine Sefolosha passe son enfance à La Tour-de-Peilz. À l'âge de seize ans, elle déménage à Neuchâtel, où elle suivra ses études au lycée. En 1975, elle part en Afrique du Sud avec son fils et son mari, un médecin vétérinaire sud-africain pratiquant en Suisse. Ce séjour lui permet de découvrir de près la réalité de l'apartheid, qui marquera son expérience. Malgré ce contexte politique et social, elle fréquente régulièrement les bistrots des bidonvilles de Johannesburg, et tisse des liens avec les habitants,. Parmi ces rencontres figure notamment celle avec le musicien Patrick Sefolosha, qui deviendra son deuxième mari en 1982. En 1983, Christine Sefolosha rentre en Suisse. Son art est fortement influencé par son expérience africaine,.
En 2016, elle reçoit le Grand Prix du Pavillon des Arts à Belgrade. En 2019, son exposition au château de Chillon aura une résonance médiatique nationale,.
Elle a trois fils, dont Thabo Sefolosha, premier joueur suisse de basketball à avoir évolué dans la National Basketball Association, et Kgomotso Sefolosha, joueur de basket professionnel.
Actuellement, elle vit à Montreux.

### Distinctions
- 2016 : Grand Prix, Pavillon des Arts, Belgrade
- 1998 : Prix art visuel, Divonne-les-Bains, France
- 1998 : Bourse culturelle Leenaards

## Expositions

### Expositions personnelles (sélection)
- 2019 : « Odyssées contemporaines », Galerie Univers, Lausanne (CH)
- 2019 : « Larguer les amarres », Château de Chillon, Veytaux (CH)[11]
- 2019 : « Sève », La Ferme des Tilleuls, Renens (CH)
- 2015 : « Voyage onirique », Galerie Univers, Lausanne (CH)
- 2010 : « Vaisseaux fantômes », galerie Polad-Hardouin, Paris
- 2009 : « Forces vives », galerie J. Bastien, Bruxelles
- 2008 : Cavin-Morris Gallery, New York
- 2007 : Galerie Arts et Lettre, Vevey, Suisse — (avec S. Katuchevsk), Halle Saint-Pierre, Paris
- 2006 : Centre d'art contemporain, Longwy, France
- 2005 : La Ferme Asile, Sion, Suisse — Galerie Idées d'artistes, Paris — Centre culturel André-Malraux, Paris
- 2003 : Nocturnes : Christine Sefolosha, galerie Idées d'artistes, Paris
- 2002 : « Outremer 3072 » (avec Claire Koenig), Manoir de Martigny, Suisse
- 2001 : « New Works », Judy Saslow gallery, Chicago, États-Unis — « Conversations » (avec Olivier Estoppey), centre culturel d'Assens, Suisse
- 2000 : « Und geschaut in Nachtgesichten », Museum im Lagerhaus, Saint-Gall, Suisse
- 1999-1997-1996 : Maison des Arts – Plexus, Chexbres, Suisse
- 1996 : Musée de la Création Franche, Bègles, France
- 1994-1993-1992 : Galerie Aparté, Lausanne, Suisse
- 1992-1991-1990-1989-1988 : Galerie La Luna, Vevey, Suisse

### Expositions collectives (sélection)
- 2011 : « Lady Paranoia & Mr. Killer. Acte II », galerie Polad-Hardouin, Paris
- 2010 : « Wild Kingdom », Michael Kohler Art Centre, Sheboygan, WI, États-Unis — « Mosaïque », Pont Sainte Marie, France — « Au-dessous des volcans », Mauriac, France
- 2009 : Cavin-Morris Gallery, New York — Judy Saslow Gallery, Chicago — « Histoires d’elles », galerie Polad-Hardouin, Paris
- 2008 : « Monotypes », musée Jenisch, Vevey — Museum Im Lagerhaus, Saint-Gall, Suisse
- 2007 : « Intranquille amour », galerie Polad-Hardouin, Paris — « Home & Beasts », AVAM, Baltimore, États-Unis — « La part d'ombre », galerie Polad-Hardouin, Paris — « Where we come from », Cavin-Morris Gallery, New York — Salon de Mai, Paris
- 2005 : Judy Saslow Gallery, Chicago — Museum im Lagerhaus, Saint-Gall, Suisse — « Phantom », Cavin-Morris Gallery, New York
- 2004 : « art&déchirure », Rouen, France
- 2003 : « Accrochage », Musée cantonal des beaux-arts de Lausanne, Suisse — « Three Visions : Krauth, Sefolosha, Sheehy », Cavin-Morris Gallery, New York — « Insights : Self-Taught Artists for the 21st Century », Cavin-Morris Gallery, New York
- 2001 : « zoofolies », La Laiterie, Centre Européen de la Jeune Création, Strasbourg
- 2000 : « Playing », Musée Suisse du Jeu, la Tour-de-Peilz, Suisse / Musée du Jouet, Moirans, France
- 1999 : Phyllis Kind Gallery, New York
- 1998 : « Imaginary Civilizations », Halle Saint-Pierre, Paris
- 1997 : « Het formaat », Musée Stadtshof, Zwolle, Pays-Bas
- 1995 : « Art brut & co. », Halle Saint-Pierre, Paris,
- 1993 : « The Gardeners of Memory », Site de la création franche, Bègles, France

## Publications et documents (sélection)

### Filmographie
- 1996 : Hirsche mit Goldenen Hufen, Petra Mäussnest (de), Munich